# Ben Foster (fotbollsspelare)
Ben Anthony Foster, född 3 april 1983 i Leamington Spa, är en engelsk före detta fotbollsmålvakt som senast spelade för Wrexham i engelska femte divisionen/league 2

## Klubbkarriär
Ben Foster hade svårt att övertyga i Stoke City och blev utlånad gång efter gång. 2005 köptes han av Manchester United, som direkt lånade ut honom till Watford, där blev han kvar i två säsonger.
Han drabbades av en allvarlig knäskada som stoppade honom från spel nästan hela säsongen 2007/2008, men till säsongen 2008/2009 var han tillbaka och kämpade om förstaplatsen mellan stolparna med Edwin van der Sar och Tomasz Kuszczak. 
Säsongen 2008/2009 spelade Foster i vissa matcher i Ligacupen, och i FA-cupen. Han fick chansen i Ligacupens final då blev han stor matchvinnare i straffläggningen mot Tottenham Hotspur och visade då varför Sir Alex Ferguson sagt att han kommer att bli Englands framtida målvaktsstjärna. Men även den här säsongen stördes Foster av skador, framförallt av en skadad tumme.
Inför säsongen 2009/2010 stod Foster i flertalet av Manchester Uniteds vänskapsmatcher i bland annat Asien. Den 19 maj 2010 skrev Foster på ett treårskontrakt med Birmingham City.
Den 23 Mars 2023 meddelade Foster att han ska spela i Wrexham AFC resten av säsongen.
Den 9 juni 2023 förlängde Foster med klubben Wrexham AFC.

## Landslagskarriär
Den 12 maj 2014 blev Foster uttagen i Englands trupp till fotbolls-VM 2014 av förbundskaptenen Roy Hodgson.